# یواس‌اس نریوس (۱۸۶۳)
یواس‌اس نریوس (۱۸۶۳) (به انگلیسی: USS Nereus (1863)) یک کشتی بود که طول آن ۲۰۰ فوت (۶۱ متر) بود. این کشتی در سال ۱۸۶۳ ساخته شد.